# Sophronisca nigrescens
Sophronisca nigrescens là một loài bọ cánh cứng trong họ Cerambycidae.